# Steven Sloane
Steven Sloane (Los Angeles, 1958.) je američki dirigent koji živi i radi u Njemačkoj.
Sloane je rođen u Los Angelesu, Kalifornija i diplomirao na Sveučilištu u Kaliforniji na Odjelu za glazbu. Bio je glazbeni ravnatelj Simfonijskog orkestra u Bochumu od 1994. Također je glazbeni ravnatelj Simfonijskog orkestra u Stavangeru u Norveškoj.
U kolovozu 1999. godine, Sloane je postao glazbeni ravnatelj Opere North. U tom je položaju ostao sve do 2002. godine, kada je postao glazbeni ravnatelj orkestra u New Yorku.
Sloane je prethodno radio s frankfurtskom Operom, Long Beach Operom i filharmonijskim zborom Tel Aviva.